# Zambar Toy
Zambar Toy (persiska: رود زامبار توی, Rud-e Zambar Toy) är ett periodiskt vattendrag i Afghanistan. Det ligger i provinsen Khost, i den östra delen av landet.